# Carrer (Modest Urgell)
Carrer és una pintura sobre tela feta per Modest Urgell i Inglada el 1919 conservada a la Biblioteca Museu Víctor Balaguer, amb el número de registre 1653 d'ençà que va ingressar el 1956, formant part de l'anomenat "Llegat 1956"; un conjunt d'obres provinents de la col·lecció Lluís Plandiura- Victòria González.

## Descripció
S'hi representa el carrer d'un poble rural, amb cases a banda i banda, al mig una dona de negre i una gallina. Tema molt romàntic, tractat a la manera realista.

## Inscripcions
Al quadre hi ha la inscripció Urgell (inferior dret). Al darrere: Modest Urgell / 1839-1919 /19; Al darrere: Esposa del grabador Buxó y madre de Luis, pintor y Matilde, casada esta con Don Antonio Caba / Antoni Caba / 1838-1907.
Al dors, etiqueta de l'Exposición de Pintura Catalana en Madrid.